# Stephanie Murphy
Stephanie Murphy, nata Đặng Thị Ngọc Dung (Ho Chi Minh, 16 settembre 1978) è una politica statunitense, membro della Camera dei Rappresentanti per lo stato della Florida dal 2017 al 2023.

## Biografia
Stephanie Murphy nasce con il nome di Đặng Thị Ngọc Dung a Ho Chi Minh in Vietnam. La sua famiglia lascia un campo rifugiati del Vietnam in barca quando lei aveva solo sei mesi nel 1979. La loro barca finì il carburante e la famiglia fu salvata dalla marina militare statunitense, la United States Navy. Si stabilirono nel nord della Virginia, dove Stephanie cresce. Grazie a sussidi del governo federale, la Murphy frequenta il College di William e Mary, diplomandosi in economia e poi l'Università di Georgetown, dove prende un master in affari esteri.
Dopo gli attentati dell'11 settembre 2001, la Murphy comincia a lavorare al Dipartimento della Difesa come esperta di sicurezza nazionale. Lavora inoltre come dirigente dell'azienda Sungate Capital e come professoressa di economia al Rollins College a Winter Park, dove stabilisce la sua residenza.
Nel 2016 si candida al seggio della Camera dei Rappresentanti del settimo distretto della Florida, ricevendo il sostegno del presidente Barack Obama e del vicepresidente Joe Biden. Alle elezioni generali dell'8 novembre si scontra con il deputato uscente repubblicano John Mica che sconfigge di misura con il 51% dei voti. Stephanie Murphy diviene quindi la prima donna di origini vietnamite ad essere eletta al Congresso.
Rieletta per altri due mandati, lasciò il seggio alla fine del 117º Congresso.